# Kiskörei Tisza-híd
A kiskörei Tisza-híd az ország utolsó közös használatú hídja a Tiszán, a vasúti és a közúti forgalom átkelését egyaránt biztosítja a folyó felett.
Az egyvágányú, nem villamosított Kál-Kápolna–Kisújszállás-vasútvonal Kisköre-Tiszahíd megállóhely és Abádszalók megállóhely között halad át a hídon, az átvezetett 3209-es út pedig Hevest köti össze, Hevesvezekény és Kisköre érintésével a Tiszaburához tartozó Pusztataskonnyal.
A keskeny és alacsony hídon egy vágányt, illetve egyetlen forgalmi sávot alakítottak ki a közös pályatengelyben, emiatt a váltakozó irányú közúti forgalmat mindkét felhajtón a vasúti forgalom áthaladását biztosító sorompók irányítják, amiket az itt dolgozó kerékpáros hídőr vasutas felügyel.
A Tisza egykori hatalmas árterületét keresztező híd jelenlegi hosszát tekintve, a Nagyrákosi völgyhíd és az Újpesti vasúti híd után, Magyarország harmadik leghosszabb vasúti hídja.

## Története
Kisköre mellett az első hidat a Mátrai HÉV társaság építette a Tisza felett, a Kisterenye és Kisújszállás közötti vasútvonal létesítésekor. A híd alátámasztó és áthidaló elemei egyaránt fából készültek, a folyómeder áthidalására három nyílású, 48 m-es támaszközű, Howe-rendszerben kialakított szerkezetet építettek. Az alsópályás szerkezet négyszeres rácsozású, 6,5 m magas főtartóit, 12 m hosszú, négyszögletes fenyőgerendákból ácsolták. Az ártér felett a folyó kiskörei oldalán 37 nyílású, a taskonyi (ma Pusztataskony, Tiszabura része) oldalán 28 nyílású hídszerkezetek szintén fából készültek. Az ártereket áthidaló 9,4–10,0 m támaszközű szerkezeteket ékelt, fagerendás tartókkal alakították ki. A vasútvonal megnyitásával egyidőben, 1887-ben átadott híd a 780 méteres teljes hosszúságával, a korszak leghosszabb hídja volt.
A víz feletti erős páraképződés hatására a faszerkezetű híd hamar korhadni kezdett, az egyes elszakadt övgerendákat csak költséges beállványozással lehetett kicserélni. A folyamatos és költséges fenntartási munkák elodázták a korszerűsítést, amire 1906-ban került sor, miután egy jégzajlás a meder szélén lévő cölöpjármokat kismértékben megdöntötte.
A híd részleges átépítésénél a mederhíd esetében végleges jellegű pilléreken álló, háromnyílású, 46,8 + 66,0 + 46,8 méteres fesztávolságú, alsópályás, parabolikus felső övű, rácsos vasszerkezetű hidat terveztek.
Az alépítményi munkákat 1906 februárjában kezdték meg, a vasúti forgalom fenntartása mellett. A mederpilléreket a faszerkezetű híd védelme alatt, keszonalapozással, a parti pilléreket cölöpalapozással építették.
A folytvasból készült hídszerkezetet a MÁV Gépgyárában gyártották le és 1906 áprilisától kezdték meg az összeszerelést a régi híddal párhuzamosan, majd a vágányzárban a régi helyébe oldalirányból tolták be.
A híd ártér feletti faszerkezetei változatlanok maradtak. Az új szerkezet próbaterhelését 1906. november 13-án tartották, amelyen Kossalka János, a műegyetem későbbi hidász professzora is jelen volt. A végleges forgalomba helyezésre 1907. december 19-én került sor.
Az első világháború után, 1919-ben a visszavonuló román csapatok a medernyílásokat felrobbantották, az ártéri áthidalások nagy részét pedig felégették. A híd tönkretételével a vasúti forgalom egészen 1923-ig szünetelt, az újjáépítés más fontosabb Tisza-hidak helyreállítása után következett. A meder feletti hídszerkezetek újjáépítésével egyidejűleg az ártéri hidak faszerkezetű alátámasztásait és áthidalásait is átépítették. Az új betonpillérek, a négy-négy meder közelében lévő cölöpalapozású kivételével, mind síkalapozással készültek.
A korábbi faszerkezetű hidak helyett, Kisköre felől 16, Pusztataskony felől 20 darab, egyenként 11,85 m támaszközű szerkezet épült az időközben Budapesten elbontott, régi Összekötő vasúti híd hegeszvas anyagú hossztartóinak felhasználásával. A híd teljes hossza ekkor 589 méterre rövidült.
A második világháborúban több támadást intéztek a híd ellen, 1944. szeptemberben bombatámadásban sérült meg az egyik meder feletti szerkezet alsó öve, emiatt a hídszerkezet mintegy egy méterrel megsüllyedt. A megrogyott áthidaló elemet máglyarakással emelték ki, a sérült részeket kivágták és ideiglenesen csavarozott kapcsolatokkal állították helyre. 1944-ben a hidat újra felrobbantották, ekkor mindhárom meder feletti szerkezet a folyóba zuhant, valamint megsemmisültek a mederpillérek, illetve nyolc ártéri pillér is.
A vízi közlekedést zavaró és árvízveszélyt okozó roncsok kiemelése a folyóból a világháború végétől, 1946-ban megkezdődtek, azonban a híd látványos újjáépítésére csak tíz év múlva került sor. A szerkezetek kiemelését követően megállapították, hogy a szélső nyílások szerkezetei nagyobb mértékű elempótlással helyreállíthatóak. Az ártéri nyílások szerkezetei is csak kisebb károkat szenvedtek. A mederpillérek közül kettő nagy mértékben megrongálódott, ezek pontos helyének megállapítását és a törmelék eltávolítását egy 3×4 méteres búvárharang védelme alatt végezték. A mederpillérek falazatait egy 14,25×10 m alapterületű, vasbetonból készített keszon segítségével építették újjá.
A vasszerkezetek helyreállítása és a középső mederáthidaló szerkezet újjáépítése 1956-ban kezdődött meg. A vasszerkezetet eleve úgy tervezték, hogy az új szerkezet vegyes használatú, közúti-vasúti híd lesz, ugyanis a közúti forgalom által korábban használt komp, főleg a jégzajlás miatt, nem volt kielégítő.
Az ártéri szerkezetek átépítése anyagi fedezet hiányában elmaradtak, habár az ártéri szerkezetek teherbírása a hosszabb távú vasúti igényeket már nem elégítette ki.
A hídon a vasúti felépítmény 48,3 kg/fm tömegű sínekkel épült, amelyek U alakú és szögvasból készült keresztaljakon fekszenek. Az egy forgalmi sávos közúti pályát B300 minőségű vasbeton lemezekkel burkolták.
A vegyes forgalomra újjáépített hidat 1958. december 1–10. között helyezték forgalomba.
A kiskörei víztározó építését megelőzően a Minisztérium 1971-ben tanulmányterveket rendelt az Uvatervtől a közúti és vasúti átkelők új nyomvonalra helyezéséről, azonban azok a költségek miatt valósultak meg.
1972–1974 között a MÁV egyszerűsített felépítménycserét végzett a Kál-Kápolna–Kisújszállás-vasútvonalon, így lehetővé vált az engedélyezett tengelyterhelés emelése, amit csak a Tisza-híd árterek feletti, bizonytalan minőségű szerkezeteinek állapota hátráltatott. Ekkor cserélték ki az ártéri nyílásokat öszvértartós szerkezetekre: a régi pillérek felhasználásával a felsőpályás, gerinclemezes, hegesztett acéltartókra vasbetonból készült pályalemezeket helyeztek.

## Napjainkban
A medernyílás feletti szerkezetek anyagának egy része 1906-ból származó hegeszvas, amely önmagában is indokolja a híd átépítését. A vegyes közlekedési mód kiváltására a gyér forgalom miatt kevés esély mutatkozott, jóllehet a lehetőség több évtizede napirenden van.
Az átkelő a felújításig Magyarország a vonatoknak 20 km/h-s sebességkorlátozással kellett haladniuk, 180 kN maximális tengelyterhelés mellett, emiatt nehezebb mozdonyok nem kelhettek át a hídon.
2017 decemberében bejelentették, hogy a híd állapota miatt elkerülhetetlenné vált annak felújítása. 2018. június 16-án megkezdték a híd felújítását. (A közúti forgalmat ideiglenesen a Kiskörei vízerőmű szintén keskeny üzemi hídjára terelték.) Cserélték a híd szerkezeti elemeit, felújították a közúti és a vasúti pályát, új fésűs dilatációs szerkezeteket építettek be, a hídra felvezető mellékutat Kisköre felől kijavították. (A pusztataskonyi szakaszt a mai napig nem újították fel.) A 2018. novemberig tervezett felújítás után a megengedett sebesség a vasúti és a közúti járművek számára egyaránt 40 km/h-ra nőtt. A 2018. novemberi vizsgálat során kiderültek előre nem látott hibák, így a felújítás 2019 májusáig tartott.
A 2018 nyarán kezdődött felújítás 3 évvel később, 2020 augusztusában sem ért véget, a mai napig[mikor?] nincs a híd teljes acél szerkezete lefestve, félbehagyott beruházás jellegét ölti.